# Das Handbuch der Inquisitoren
Das Handbuch der Inquisitoren (portugiesisch O manual dos inquisidores) ist ein Roman des portugiesischen Schriftstellers António Lobo Antunes, der 1996 im Verlag Dom Quixote in Lissabon erschien.
In krassen Zerrbildern wird die Zeit der Herrschaft Salazars und auch seines Nachfolgers Caetano an den Pranger gestellt.

## Überblick
Antunes erteilt in 29 Kapiteln 19 Ich-Erzählern das Wort. Die Erzählsequenz erweist sich als nichtchronologisch. Die Kapitel, abwechselnd mit Bericht oder Kommentar überschrieben, geben dem Leser Rätsel auf. Deren hauptsächlichstes wird sukzessive gelöst: Francisco, der Herr Doktor oder auch der Minister genannt, war bis 1968 die rechte Hand Salazars und hat Isabel geliebt.
| Kapitel | Seite | Titel           | Erzähler                                       | Anmerkung |
| ------- | ----- | --------------- | ---------------------------------------------- | --- |
|         | 7     | Erster Bericht  |                                                | |
| 1       | 9     | Bericht         | Joaõ                                           | Sohn Franciscos |
| 2       | 27    | Kommentar       | Odete                                          | Tochter des Hausmeisters auf Franciscos Landgut, wird von Francisco sexuell missbraucht                                                            |
| 3       | 47    | Bericht         | Joaõ                                           | |
| 4       | 67    | Kommentar       | Sofia                                          | Joaõs Ehefrau und Nichte Onkel Dagoberts |
| 5       | 88    | Bericht         | Joaõ                                           | |
| 6       | 103   | Kommentar       | Onkel Dagobert                                 | Oberhaupt von Sofias Familie |
|         | 123   | Zweiter Bericht |                                                | |
| 7       | 125   | Bericht         | Albertina, auch Titina                         | Joaõs Kindermädchen, später Hausdame bei Francisco                                                                                                 |
| 8       | 135   | Kommentar       | Köchin                                         | bei Francisco, wird von diesem sexuell missbraucht, Paulas Mutter                                                                                  |
| 9       | 148   | Bericht         | Albertina                                      | |
| 10      | 164   | Kommentar       | Luis                                           | Veterinär, wird von Francisco zu Paulas Entbindung gerufen                                                                                         |
| 11      | 178   | Bericht         | Albertina                                      | |
| 12      | 194   | Kommentar       | Lina                                           | Beschäftigungstherapeutin in der Misericórdia von Alverca, in der Albertina ihren Lebensabend verbringt; Tânias Mutter; Joaõs neue Lebensgefährtin |
|         | 209   | Dritter Bericht |                                                | |
| 13      | 211   | Bericht         | Paula                                          | Uneheliche Tochter der Köchin und Franciscos, Joaõs Halbschwester                                                                                  |
| 14      | 229   | Kommentar       | Alice                                          | Patin Paulas |
| 15      | 244   | Bericht         | Paula                                          | |
| 16      | 258   | Kommentar       | Romeu                                          | Arbeitskollege Paulas, Sohn der Dona Olga |
| 17      | 277   | Bericht         | Paula                                          | |
| 18      | 294   | Kommentar       | César                                          | Ehemann von Adelaide, hat ein Verhältnis mit Paula                                                                                                 |
|         | 307   | Vierter Bericht |                                                | |
| 19      | 309   | Bericht         | Milá                                           | Geliebte Franciscos, erinnert ihn an seine Exfrau Isabel                                                                                           |
| 20      | 325   | Kommentar       | Dona Dores                                     | Milás Mutter |
| 21      | 340   | Bericht         | Milá                                           | |
| 22      | 350   | Kommentar       | Leandro Vargas                                 | Portier des Hauses in der Rua Castilho, in der Francisco eine große Wohnung für Dores und Milá mietet                                              |
| 23      | 362   | Bericht         | Milá                                           | |
| 24      | 378   | Kommentar       | Tomás                                          | Feldwebel, Fahrer Franciscos im Vierten Bericht, am Mordanschlag auf den General (wohl Humberto Delgado) beteiligt                                 |
|         | 393   | Fünfter Bericht |                                                | |
| 25      | 395   | Bericht         | Francisco, auch Herr Doktor, auch der Minister | |
| 26      | 408   | Kommentar       | Martins                                        | Cousin der Apothekerin |
| 27      | 416   | Bericht         | Francisco                                      | |
| 28      | 432   | Kommentar       | Isabel                                         | Franciscos Ehefrau |
| 29      | 444   | Bericht         | Francisco                                      | |

## Form
Die oben genannten 19 Erzähler werden von einem – nennen wir ihn in Anlehnung an den Romantitel – anonymen Inquisitor ins Gebet genommen. In den Anmerkungen 4, 5 sowie 8 bis 12 dieses Artikels (siehe unten) sind wörtliche Reden einiger der Erzähler, gerichtet an den Inquisitor, zitiert. Manche Regel der Rechtschreibung ist außer Kraft gesetzt. Zum Beispiel wird die wörtliche Rede eigenartig interpungiert. Nach einem Absatz wird sie mit einem Gedankenstrich eingeleitet und andere Apostrophierung wird weggelassen.
Der Text enthält äußerliche Merkwürdigkeiten. Antunes hat sich nicht die Mühe gemacht, den Bewusstseinsstrom sämtlicher 19 Erzähler, die doch unterschiedlichsten portugiesischen Bildungsschichten angehören, irgendwie voneinander zu unterscheiden. Alle neunzehn leiden anscheinend an derselben Sprechstörung. Sie reden wie Antunes.
Trotzdem ist summa summarum ganz große Weltliteratur herausgekommen. Der Leser, der sich nach den ersten Kapiteln eingelesen hat, bleibt am Ball, weil er stets auf Neues aus ist. Genauer – der Leser fragt: Wird im nächsten oder im übernächsten Kapitel etwas zu der besprochenen Figur und ihren Beweggründen ausgesagt werden?
Zum oben erwähnten Einlesen: Der Leser ahnt erst nach ein paar Kapiteln – es liegt ein polyphones, sprich neunzehnstimmiges Konzert, vor. Und zu der ebenfalls oben genannten ständig geschürten Lesererwartung: Bereits im ersten Kapitel mischt Antunes kunterbunt banale Handlung mit bedeutsamen Mitteilungen. Letztere überliest der ahnungslose Leser zunächst sämtlich. Zum Beispiel vom Protagonisten wird der Vorname Francisco verraten. Dessen Titulierung mit Doktor und Minister folgt später.
Bei aller teilweise schwindelnder Höhe des Vortrags der unter barocken Äußerlichkeiten verschütteten innersten – kolonialpolitisch motivierten – Roman-Fabel wird der Leser zwischen Bewunderung und schroffer Ablehnung hin- und hergerissen. Zum Beispiel erregen gebetsmühlenartige Repetitionen, also wortwörtliche Wiederholungen ganzer Satzteile, über den gesamten Text hinweg beharrlich durchgehalten, schließlich doch den Widerwillen des Lesers.
Eine strenge Form liegt – wie oben skizziert – keinesfalls vor. Zum Beispiel gegen Ende des 12. Kapitels lässt Lina übergangslos Joaõ ein Stückchen erzählen.

## Inhalt
Erster Bericht
Joaõ, der Sohn Isabels, ist überhaupt nicht nach seinem Vater, dem Herrn Minister, geraten.
1
Der in der obigen Tabelle unter dem ersten Kapitel in der Erzählerspalte aufgeführte Name Joaõ wird erst weiter hinten im Text eingeführt. Verwenden wir ihn der leichteren Lesbarkeit halber schon jetzt. Joaõs erwachsene Tochter hat dem Vater einen schandteuren Scheidungsanwalt besorgt. Der heißt dem Herrn Ingenieur, wie Joaõ zunächst gerufen wird, vor dem Richter in Lissabon Stillschweigen. Die Nennungen „erwachsene Tochter“ Joaõs sowie sein Verweis auf die längst abgelaufene Zeit seines Vaters Francisco, eines notorischen Kommunistenhassers, lassen gleich eingangs erahnen: Der anonyme Inquisitor fragt nach Ereignissen, die Jahrzehnte zurückliegen. Genauer – die Zeit von Joaõs Vater ist 1968 abgelaufen. In dem Jahr hatte Salazar seinen Schlaganfall. Eine zweite bedeutsame Zeitmarke ist der 25. April 1974: Der Estado Novo Salazars wurde durch die Dritte Portugiesische Republik abgelöst.
Zur Handlung des ersten Kapitels zurückkehrend, muss noch gesagt werden, Joaõ kämpft überhaupt nicht um sein Erbteil, das Landgut seines irren, kranken Vater in Palmela am Fuße des Arrábida-Gebirges, sondern gewährt den besitzgierigen angeheirateten Verwandten vor dem Richterstuhl eine Hypothek auf das verwahrloste Anwesen im Distrikt Setúbal. In der Hinsicht erweisen sich auch die portugiesischen Kommunisten nicht als die Todfeinde des Vaters, sondern eher die gutbürgerliche Verwandtschaft.
2
Odete erzählt aus den Zeiten vor 1968: Manchmal suchte Professor Salazar das Landgut ihres Patrons, wie sie Joaõs Vater nennt, auf, schaute sich die Blumenbeete an, kümmerte sich wenig um seinen motorisierten Begleitschutz von der Guarda Republicana, verschwand dann im Haus und beriet sich darin mit dem Patron über Minister, Abgeordnete und die afrikanischen Kolonien.
Einmal, als Odete die Kühe im Stall versorgte, stellte der Patron, der reich war, der ein Minister war, der mit der Köchin schlief, ihr mit offenem Gürtel nach, hielt ihre Taille mit seinen Schenkeln fest, befahl ihr Stillhalten und entjungferte sie im Stehen. Darauf ließ er sie los. Odete schüttelte sich und war über das Versiegen der Blutung erleichtert.
3
Joaõ besucht seinen pflegebedürftigen Vater – nicht vor 1975 – in der Klinik in Alvalade. Der Kranke, inmitten hunderter von Greisen, hat eine Thrombose und Probleme beim Wasserlassen. Respektlos registriert der Sohn, der vom Klinikpersonal mit Herr Ingenieur angesprochen wird, das unübersehbare Elend. Der Vater sei „zu einer unbrauchbaren Kasperpuppe“ mutiert. Immerhin fordert das menschliche Wrack den Sohn auf, die ebenfalls im Zimmer anwesende Schwester zu begrüßen. Widerstand regt sich im Herrn Ingenieur. Er sieht sich als Einzelkind. Aber da drängen aus Joaõs Gedächtnis Bilder hervor: Der Vater jagt seine Ehefrau Isabel zum Teufel. Joaõs leibliche Mutter verlässt unter „Kampfgeräuschen“ kofferbepackt das Landgut. Joaõ bleibt bei seinem Kindermädchen Titina im Landgut zurück.
Wer soll die Mutter seiner Schwester gewesen sein? Eine der Friseusen, eine der Kosmetikerinnen, eine der Schneiderinnen oder irgendeine Putzfrau? Wieder ist ihm eine Bilderfolge aus dem Gedächtnis behilflich. Der Vater befiehlt die Köchin wortlos mit einem Fingerzeig heran und packt sie am Nacken. Nun liegt die Köchin mit der Brust auf dem Tisch und der Vater paart sich mit der Frau stehend von hinten.
4
Die Erzählerin Sofia geht mit ihrem ehemaligen Ehemann Joaõ konform, wenn sie das Verhalten ihres ehemaligen Schwiegervaters Francisco nach der Revolution beschreibt: Auf jeden Kommunisten, der sein Anwesen beträte, wollte er schießen.
Von ihrem ehemaligen Schwiegervater, diesem neureichen Bauern, hält Sofia wenig. Zumal da er sie ein „Klappergestell“ geschimpft hatte. Und überhaupt – die Ehe mit Joaõ war ein Irrtum. Darin ist sie sich mit ihren Verwandten, die den reichen Portugiesen zugezählt werden müssen, einig. Nach Ausbruch der Revolution – in der Mai-Hitze – waren weibliche Mitglieder von Sofias Familie mit mehreren Pelzmänteln übereinander angezogen und mit übermäßig beringten Fingern geflohen. Doch Sofias Onkel und Vettern wurden von den Kommunisten zeitweise nach Caxias und Peniche verschleppt. Joaõ, diesen Spitzbuben, diesen zerlumpten Kommunisten, diesen Russen und Bolschewiken, hatte das nicht gekümmert.
Jedenfalls hatte Joaõ nichts von Sofia gewollt. Also war es keine Liebe gewesen, sondern eben ein Irrtum.
5
Joaõ repariert auf seinem ererbten Landgut ein Boot, obwohl in der Nähe gar kein „schiffbares“ Gewässer liegt. Er hatte sich die Übernahme des Besitzes durch die Brüder Sofias etwa so vorgestellt: Diese besitzgierigen Burschen rücken an. Joaõ soll nun auf Befehl seines Vaters, der in der Klinik liegt, das Feuer auf die Angreifer eröffnen. Aber Joaõ legt auf Besitz keinen Wert. Es kommt auch anders. Statt der stämmigen Gebrüder erscheint ein verhutzeltes Männlein auf der Bildfläche, das sich als Vollstreckungsbeamter, vom Gericht vorgeschickt, entpuppt und von Joaõ Unterschriften verlangt.
Joaõ erinnert sich an seinen Vater. Der Herr Doktor koitiert in diesen Retrospektiven mit einer Frau nach der anderen – immer auf ähnliche, oben angedeutete Weise: Er packt die Frau im Nacken, drückt ihren Oberkörper auf einen Tisch, spreizt ihr mit der Schuhspitze die Knie und so fort. Als Betroffene werden diesmal das aktuell jüngste Dienstmädchen, die Frau eines Hauptmanns und natürlich die Köchin erwähnt. Dann gibt sich der Herr Doktor noch mit der Apothekerswitwe ab.
6
Sofias 77-jähriger Onkel Dagobert und die männlichen Mitglieder seiner Sippe mussten nach der Revolution in den oben genannten Gefängnissen einiges über sich ergehen lassen. Die Schweizer Nummernkonten haben Dagobert und die Seinen bei den Verhören im Gefängnis selbstverständlich für sich behalten. Dagobert versteht die Sieger nicht. Er habe die Arbeiterklasse nie ausgebeutet. Im Gegenteil – er habe stets ein Herz für die Armen gezeigt.
Diesen einfältigen Joaõ, den Sohn dieses Kleinbürgers, habe er als Strohmann bei seinen windigen Finanzmanipulationen mit Erfolg eingesetzt und ihm seinen riesigen Landbesitz abgeluchst. Dagobert versteht sich als alleiniger Besitzer der ergaunerten Ländereien.
Zweiter Bericht
Albertina opfert sich für den Herrn Doktor jahrelang auf und wird zum Dank letztendlich von ihm vertrieben.
7
Joaõs Kindermädchen Albertina berichtet aus der Zeit, als ihr Zögling noch ein Kleinkind war. Sie beobachtete damals, wie die gnädige Frau das Anwesen durchquerte, gleich hinter dem Tor in einen Wagen, dessen Fahrer dort unter den Ulmen wartete, einstieg und später beglückt heimgekehrt war. Die Beschreibung des Vorgangs soll nahelegen: Während der Herr Doktor im Ministerium tätig ist, geht seine Ehefrau Isabel derweil fremd.
Das frühere Dienstmädchen Albertina ist in den Herrn Minister verliebt, doch der beachtet sie nicht.
8
Mit unverhohlenem Stolz erzählt die Köchin, der Herr Doktor habe sie geliebt und nicht die gnädige Frau, auch nicht die Apothekerswitwe, nicht die Tochter des Hausmeisters und schon gar nicht die Dona Titina. Die Köchin belegt die Behauptung mit der Beschreibung eines Geschlechtsakts, bei dem der kleine Joaõ zugesehen habe. Der Patron habe zuvor die Nähfrau so lange angeschaut, bis diese in den Korridor hinausgegangen sei. Die Köchin habe ihren Patron, der sie forsch am Haar gepackt habe, um schonende Behandlung gebeten. Hinterher habe sich der Herr Doktor geschüttelt. Danach sei Professor Salazar gekommen. Es sei das Regieren Portugals besprochen worden. In einer Gesprächspause habe der Doktor den Geschlechtsverkehr mit der Köchin auf geschilderte Art wiederholt.
Zwei Töchter hat die Köchin vom Herrn Doktor. Die erste bekam sie als Fünfzehnjährige und musste das viel zu früh verstorbene Kind eigenhändig begraben. Von dem zweiten Kind wüssten nur der Herr Doktor und Dona Titina.
Als es mit der zweiten Geburt so weit gewesen war, hatte der Herr Doktor den Tierarzt gerufen. Letzterer hatte die Eile des Herrn Doktor nicht verstanden: Keine einzige Kuh wollte kalben. Die Köchin musste sich auf Geheiß das Herrn Doktor im Stall ins Stroh legen. Der Herr Doktor hatte nachgeholfen; mit der Schuhspitze die Stirn der Köchin ins Stroh gedrückt...
9
Lang ist es her. Dona Albertina – inzwischen achtzig Jahre alt – erzählt jenem Inquisitor die Geschichte von dem wartenden Wagen dort unter den Ulmen weiter. Geliebt habe der Herr Doktor all die vielen Frauen nicht. Wirklich geliebt habe er nur die gnädige Frau. Als der Herr Doktor zu wissen glaubte, wer unten den Ulmen auf seine Ehefrau Isabel wartete – der Rivale soll seiner Ansicht nach Sofias Onkel Pedro gewesen sein – hatte er den Herrn Major (siehe unter Anmerkung 1) vergeblich um Bestrafung des Nebenbuhlers gebeten. Der Herr Major habe bedauert, doch solche Stützen der Regierung aus den vordersten Reihen der Wirtschaft, die solche Leute wie Pedro nun einmal darstellten, mussten verschont werden. Der Herr Doktor hatte die Bestrafung der Sippe Dagoberts notgedrungen selbst in die Hand nehmen müssen. Und zwar musste Joaõ die ungeliebte Sofia ehelichen.
10
Der 56-jährige Tierarzt Luis, Professor in Lissabon, versteht die Welt nicht mehr. Er bedauert, dass der Schwächling Professor Caetano die Revolution nicht hatte verhindern können. Und dann dieser Herr Minister, der in Lissabon fast jede Frau haben konnte und sich auf dem Lande mit „ordinären Geschöpfen“ wie dieser Köchin eingelassen hat. Eigentlich hatte der Veterinär, wie oben angedeutet, gar nicht kommen wollen. Doch wer dem Minister, einem Protegé von Salazar,  zuwiderhandelte, wurde zumeist rasch mit einem Scheinwerfer bestrahlt und erhielt von einem Polizei-Brigadechef bei der Gelegenheit ein paar richtungsweisende Ohrfeigen.
11
Nachdem Joaõ fortgegangen war, hatte sich Albertina als Hausdame beim Herrn Doktor unentbehrlich gemacht. Schon immer hatte sie die gnädige Frau für eine Hure gehalten, die wie eine läufige Hündin unter die Ulmen gerannt war. Albertina hatte manche Kleinigkeit genossen: Wenn ihr der Herr Doktor, ein Mann, der mit Salazar Portugal lenkte, die Wagentür öffnete, bevor er sie durch Palmela spazierenfuhr. Das alles war vergangen. Nun wurde sie von der Frau des Hauptmanns, einer Hure des Herrn Doktor, gedemütigt.
Professor Salazar war nicht mehr. Die Regierungstruppen waren zu den Kommunisten übergelaufen. Der Herr Doktor hatte Albertina eine Kommunistin geschimpft, mit dem Gewehrkolben zur Haustür hinausgeschoben und sie hatte sich mit fast leerem Köfferchen zu der Beschäftigungstherapeutin in die Misericórdia von Alverca geflüchtet.
12
Die Erzählerin – die 33-jährige geschiedene Beschäftigungstherapeutin Lina – umsorgt ihre 19-jährige Tochter Tânia. Joaõ besucht in der Misericórdia von Alverca seine Mutter Dona Isabel. Lina findet, der Besucher ist weder jung noch reich, doch sie kommt mit ihm gesprächsweise gut zurecht. Dona Albertina, die bekanntlich in der Misericórdia Unterschlupf gefunden hat, hängt sich wie eine Klette an ihr ehemaliges Pflegekind Joaõ. So viele Jahre sind vergangen. Joaõ erkennt diese alte Frau nicht wieder. Die überaus lästige Albertina muss an ihrem Bett festgebunden werden.
Dritter Bericht
Der dritte Bericht dreht sich um Paula, die Tochter der Köchin und Franciscos.
13
Als die Erzählerin Paula zehn Jahre alt war, lebte sie bei ihrer Patin Alice in Alcácer und wurde dort von ihrem Vater ein einziges Mal besucht. Der Herr Minister hatte seinen Hut aufbehalten. Das Kind hatte seinen Vater mit der Reißfeder gestochen. Polizisten hatten den Besuch geschützt; hatten neugierige Nachbarsleute verscheucht. Jeder Störer – sprich Kommunist – würde nach Tarrafal geschickt werden und dort verfaulen.
Nach dem Besuch erscheint Paula die nächste Umgebung wie verwandelt. Sie wird auf einmal gnädiges Fräulein genannt und die Ladenbesitzer nehmen bei Einkäufen ihr Geld nicht mehr an. Ein gewisser Vetter César, der ein Miettaxi fährt, nähert sich Paula. Darauf verliert er seine Taxilizenz. Sein Gesicht wird von zwei Polizisten verunstaltet. César hinkt ein Weilchen. Für den Bürgermeister von Alcácer gilt Paula neuerdings sogar als Repräsentantin der portugiesischen Regierung. Eines schönen Sonntags wird Paula von Polizisten nach Palmela gebracht. Dort soll sie ihren Bruder Joaõ begrüßen. Sie sperrt sich, denn Joaõ hat eine andere Nase im Gesicht. Paula hat die Nase der Köchin. Überhaupt redet Paula schlecht über Joaõ. So habe er den Vater später in die Klinik eingewiesen, weil er angeblich Paulas Anteil am Landgut für sich behalten wollte.
14
Im angolanischen Busch hat Alice ihren Gatten verloren. Die Witwe kehrt nach 26 Jahren Afrika in die Heimat zurück. In ihrem Wohnort Alcácer wird sie von Albertina als Kindermädchen für Paula ausgesucht. In Palmela übergibt der Minister sein Kind dieser „Patin“. Die Köchin hasst die Fremde. Alice geht mit Paula in das Armenviertel nach Alcácer zurück und gewinnt das Kind lieb.
15
Paula, inzwischen 39 Jahre alt, arbeitet bei einem Rechtsberater und hat das Leben in Armut satt. Leider hat der Minister seine Vaterschaft ihr nicht notariell beglaubigt. Ärgerlich – der Bruder Joaõ lebt in Odivelas wie in einem Palast. Paula braucht dringend Geld. Sie sucht ihren Vater in Alvalade auf. Er unterschreibt das von Paulas Chef vorbereitete Papier nicht.
16
Nachdem sich Alice – gezeichnet durch die 26 Jahre Angola – erhängt hat, lebt Fräulein Paula allein. Die Brillenträgerin hat niemanden und klammert sich an einen „Anormalen“ – den um die 25 Jahre alten Romeu. Der Junggeselle wird von seiner Mutter Dona Olga durchs Leben geschubst. Wie es scheint, wird Romeu von Paula verführt.
17
Das Ereignis bleibt nicht ohne Folge. Ein Vierteljahr nach dem Tod ihres Vaters bringt Paula einen Jungen zur Welt. Romeu bleibt bei Paula. Endlich erkennt sie, der verstorbene Minister hat ihr und dem Bruder nichts hinterlassen. Keine Zeitung erwähnte sein Ableben.
18
Es könnte auch möglich sein, dass César – ein verheirateter Mann – der Vater von Paulas Sohn ist. Zumindest schlagen Mitarbeiter des Majors (Anmerkung 1) nach diversen polizeilichen Beobachtungen das Gesicht Césars zu Brei. Der Verunstaltete betet: Paula möge ihn im Leben nie wieder bemerken.
Vierter Bericht
Francisco umwirbt im vierten Bericht Milá, weil sie ihn an Isabel erinnert.
19
Milás Mutter Dona Dores führt am Praça do Chile einen Kurzwarenladen. Carlos, der Geliebte der 23-jährigen Milá, ist ein vorbestrafter, arbeitsloser Schieber, den die Mutter hasst. Dem gewieften Gauner war die Flucht aus einem Straflager in Porto geglückt. Milá, „weder schön noch hübsch... etwas dicklich, etwas watschelnd, etwas träge“, lernt Francisco in der Nähe einer Bushaltestelle kennen. Feldwebel Tomás, der Fahrer des Ministers, überhäuft das junge Fräulein fortan mit Blumen und kostbaren Geschenken. Als Francesco gemeinsam mit dem Feldwebel Milá in ihrer „Armeleutewohnung“ aufsucht, muss der Mutter erst gesagt werden, wen sie vor sich hat. Ihr war herausgerutscht: „Ein armseliger Mümmelgreis der seniler ist als dein Vater es mußte wohl unbedingt ein Invalide sein Milá“. Das junge Fräulein schließt sich mit dem Mümmelgreis in ihrem Zimmer ein und macht sich vor, er sei Carlos.
20
Als die rechte Hand Professor Salazars und des Admirals später den Kurzwarenladen betritt, macht die Mutter wieder eine respektlose Bemerkung zum Thema Mümmelgreis. Eine anwesende Kundin befürchtet entgeistert, Milás Mutter könnte dafür umgehend nach Cabo Verde expediert werden und dort am Strand hinter Stacheldraht an einem Sonnenstich sterben.
21
Der Herr Minister weiß, dass Milá nicht in ihn verliebt ist, wenn er mit ihr energisch umspringt wie Carlos, wenn er sie andauernd Isabel anstatt beim richtigen Namen nennt.
22
Leandro ist froh, dass er in diesen Zeiten eine Anstellung als Portier in dem vornehmen Haus in der Rua Castilho gefunden hat. Verdrossen zieht er über die zwei neuen Bewohnerinnen – Milá und Dona Dores – her. Leandros Stimmung verschlechtert sich weiter, als Professor Salazar, der Herr Admiral und der Major von der Pide die Damen aufsuchen.
23
Es kommt, wie es Dona Dores ihrer Tochter prophezeit hat. Beide werden von diesem „Spitzbuben von einem Minister“ aus der komfortablen Wohnung hinausgeworfen. Unglaublich, Professor Salazar war in Estoril so zuvorkommend gewesen. Es will Milá partout nicht in den Kopf – so ein feiner Mann lässt Leute foltern und in Afrika von Giftschlangen totbeißen. Professor Salazar hatte mit dem Herrn Minister besprochen, wie mit dem General verfahren werden solle.
Der Major redet mit Milá Klartext, nennt sie eine Hure, die er jederzeit nach Caxias schicken kann.
24
Als Untergefreiter hat Tomás angefangen, hatte es als Fünfzigjähriger bis zum Hauptmann gebracht und lebt – nun ein alter Mann – als Oberstleutnant der Reserve in Madre de Deus. Tomás war nicht nur der Fahrer des Herrn Ministers gewesen, sondern er hatte auch dem Kommando angehört, das im Auftrage des Majors (Anmerkung 1) den General verhaftet und kaltgestellt hatte.
Fünfter Bericht
Endlich kommt im letzten Bericht der Protagonist Francisco zu Wort.
25
Francisco wird in der Klinik gewaschen und frisch angezogen – also auf den Besuch seines Sohnes Joaõ vorbereitet. Nach dem Schlaganfall geht im Gehirn des Patienten einiges durcheinander. Der alte Mann denkt zurück an einen Rundgang durch Moçâmedes. Er hatte die Gefangenen dort beim Verhör auf einer hölzernen Stange knien lassen. Hingegen mit Isabel hat er alles falsch gemacht. Als diese sich nicht mehr hatte berühren lassen und Kopfschmerzen vorgeschützt hatte, wäre für diese Frau das nächste Schiff nach Moçâmedes die rechte Kur gewesen. Francisco stellt sich die ehemals geliebte Ehefrau während der Fahrt im Laderaum kniend auf einer Stange – mit den Fingern darunter – vor.
26
Martins gibt die landläufige Meinung über seine Cousine wieder. Sie habe ihren Mann, den Apotheker, langsam vergiftet und sich dann als Witwe dem Herrn Minister an den Hals geworfen. Aber das ist lange her. Auf dem ehemaligen Landgut spielen in einer Feriensiedlung heute die Engländer Golf. Nachdem es seinerzeit mit Salazar zu Ende gegangen war, hatte der Admiral den Herrn Minister nicht zu sich gebeten und das war das Aus gewesen. Der Herr Minister durfte fortan weder die Gefängnisse inspizieren, Gefangene verhören noch über das Schicksal der Kolonie-Bewohner wachen.
27
Francisco, in der Klinik siechend, gesteht zu den zwei Themen Folterpraktiken und Überwachung aller Portugiesen zur Zeit Salazars.
28
Isabel erzählt die Geschichte ihrer Ehe mit Francisco. Dieser Mann hatte – damals noch der Herr Unterstaatssekretär – sich als ihr Retter aufgespielt, als ihr Vater – aus der portugiesischen Armee entfernt – als Zivilist von der Polizei drangsaliert worden war. Ein Weilchen nach der Geburt Joaõs hatte sie sich Pedro dort unter den Ulmen hingegeben. Auch das war keine Liebe gewesen. So hatte sie sich eine Wohnung in Lissabon genommen. Ihre nun ersehnte Ruhe war durch wenige Besuche Pedros und Franciscos gestört worden.
29
Als ihn Isabel verlassen hatte, war Francisco um die dreißig Jahre alt gewesen. Die Kriegsgräuel – 1961 zusammen mit dem Major (Anmerkung 1) in Luanda veranlasst und durchgestanden, lassen ihn nicht los. Vielleicht, so schließt Francisco seine Lebensbeichte vor dem Inquisitor, habe er versagt. Seinem lieben Sohn Joaõ, den er Trottel schimpft, gesteht er solche Sachen nicht.

## Adaption
- anno 2000, NDR und WDR: Das Handbuch der Inquisitoren. Hörspiel von Norbert Schaeffer[17] mit Thomas Holtzmann, Susanne Lothar, Hans-Michael Rehberg, Ingrid Andree, Hille Darjes[18], Peter Dirschauer, Marianne Bernhardt, Judith Engel und Ulrich Pleitgen[19].

## Rezeption
- 16. August 1997, Christoph Bartmann in der FAZ: Neunzehn Münder. Die Verhöre des António Lobo Antunes: Das Durcheinander sei keines, weil die nächste Stimme im vielstimmigen Chor mit Erfolg gegen die Verwirrung angehe. Die „surrealistische Farce über Portugals alte und neue Eliten, ein psychoanalytisches Tribunal über die bürgerliche Familie“ handele von der „Unmöglichkeit der Liebe“. Die vorgetragenen Bilder und Wirklichkeiten könne der Leser in ihrer bestürzenden Urgewalt kaum fassen. Eine Anleihe habe Antunes vielleicht bei Nicolas Eymerichs[20] „Manual de Inquisidores“[21] (anno 1376) gemacht.
- 29. September 1997, Volker Hage im Spiegel: Nobelpreis oder Malaria: Es liege ein Mosaik aus sich „ergänzenden und widerstreitenden Stimmen“ vor. Zwar würden die Zeiten durcheinandergewürfelt, zwar sänge ein „flirrendverwirrender Chor“ und es würde durcheinandergesungen, doch schließlich bekäme der Konsument von Antunes ein perfektes Mosaik geliefert. Das große Thema – hintergründig schwelend – sei der Angolakrieg Portugals.
- 6. Dezember 1997, Jens Jessen in der Berliner Zeitung: Der Zauberer drängelt sich vor: Antunes habe sich – was zum Beispiel die inneren Monologe betrifft – von Faulkner inspirieren lassen. Zwar sei die Lektüre schwierig, doch das Handwerkliche müsse bewundert werden. Eigentlich habe Antunes seine Omnipräsenz zwischen den Zeilen nicht nötig. Jessen spricht kaum eine Wahrheit aus, ohne diese im selben Atemzug zu relativieren – beim Durchforsten vorliegenden Textverhaus womöglich die angemessene Haltung eines ernstzunehmenden Literaturkritikers.
- 1998, Roberto Simanowski: Befragung auf einem Landgut: Der Leser schlüpfe quasi in die Rolle eines Kommissars, der letzten Endes über die Sprecher mehr weiß, als diese verraten wollten.

## Deutschsprachige Ausgaben

### Verwendete Ausgabe
- Das Handbuch der Inquisitoren. Aus dem Portugiesischen von Maralde Meyer-Minnemann. Fischer Taschenbuch Verlag, Frankfurt am Main 1999, ISBN 3-596-14191-5 (Lizenzgeber: Luchterhand, München 1997)